# Lití podzimního asfaltu
Lití podzimního asfaltu (czes. lanie jesiennego asfaltu) - dwunasty album czeskiej grupy Umbrtka. Został wydany w roku 2005.

## Lista utworów
1. "Monument"
2. "Borský okruh"
3. "Smír"
4. "Absolutní hromada"
5. "Maso času"
6. "Lití podzimního asfaltu"
7. "Spasen šedí v šedi"
8. "Slovo na závěr"